# Thecodontosaurus
Thecodontosaurus là một chi khủng long, được Riley & Stutchbury mô tả khoa học năm 1836.